# Марк Филипусис
Марк Антони Филипусис (енгл. Mark Anthony Philippoussis; 7. новембар 1976) бивши је аустралијски професионални тенисер. Професионално је почео да се бави тенисом 1994. године. Његов отац је грчког, а мајка италијанског порекла.

### Рана каријера
На почетку каријере, подучавао га је сам отац и тренирао га тако да удара одлично бекхендом. Веома млад Марк, је почео да прати тенис. Пријављивао би се на многе турнире за јуниоре и тиме стицао неко искуство у тенису. Године 1994. почиње професионално да се бави тенисом.

### Улазак у ТОП 10
Године 1995. на Ју ес опену играо финале свог првог Гренд слем турнира и изгубио га је од сународника Патрика Рафтера. Касније је 1999. године Филипусис заједно са Јеленом Докић освојио Хопман куп.
Године 1999. улази у ТОП 10, пласиравши се до четвртфинала на првенству у Вимблдону, узевши први сет од Сампраса, али је меч предао у другом сету и у ТОП 10 остаје само 10 недеља.

### Дејвис Куп
Марк Филипусис, је увек говорио како му је част да представља Аустралију на Дејвис купу, то је доказао 1999. године када је савладао француског тенисера Седрика Пиолина. У Ници у Француској резултатом 6-3, 5-7, 6-1, 6-2.

### Гранд слем турнир

#### Шампион
| Исход       | Година | Шампион    | Споља | Противник у финалу | Резултат у финалу  |
| Вицешампион | 1998.  | Ју ес опен | шљака | Патрик Рафтер      | 6–3, 3–6, 6–2, 6–0 |
| Вицешампион | 2003.  | Вимблдон   | трава | Роџер Федерер      | 7–6, 6–2, 7–6      |

### Мастерс серија финале

#### Појединачно
| Исход       | Година | Шампионат            | Споља | Противник у финалу | Резултат у финалу       |
| победник    | 1999   | Индијан Велс Мастерс | тврда | Карлос Моја        | 5–7, 6–4, 6–4, 4–6, 6–2 |
| вицешампион | 2000   | Париз Мастерс        | тврда | Марат Сафин        | 3–6, 7–6, 6–4, 3–6, 7–6 |